# Schlagbuckel

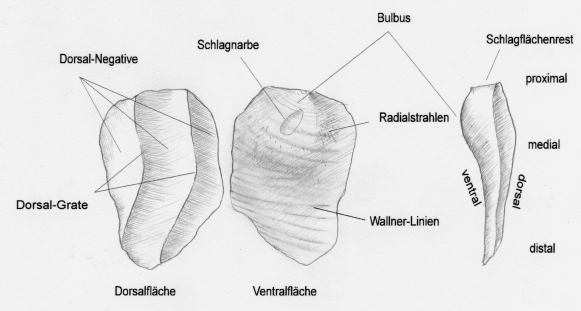
Abschlagmerkmale eines Steinartefakts aus Feuerstein, oben der Schlagbuckel (Bulbus)

Der Schlagbuckel (Bulbus) entsteht auf dem Abschlag bei den von Menschen hergestellten Steinartefakten der Steinzeit. Mit einem Schlagstein wird der bearbeitete Stein, meist Feuerstein, zerlegt, um daraus Klingen, Beile, Schaber oder andere Steinwerkzeuge zu gewinnen. Am Auftreffpunkt des Schlagsteines bildet sich am Abschlag eine kreisförmige Druckstelle und ein kegelförmiger Bruch, der Schlagkegel. Im Anschluss daran entsteht eine aufgewölbte Zone, der sogenannte Schlagbuckel. An der Form des Schlagbuckels kann man auch die Schlagtechnik erkennen.